# Plaque d'immatriculation malienne
Le Mali exige de ses résidents qu’ils immatriculent leurs véhicules à moteur et affichent leurs plaques d’immatriculation.

## Description

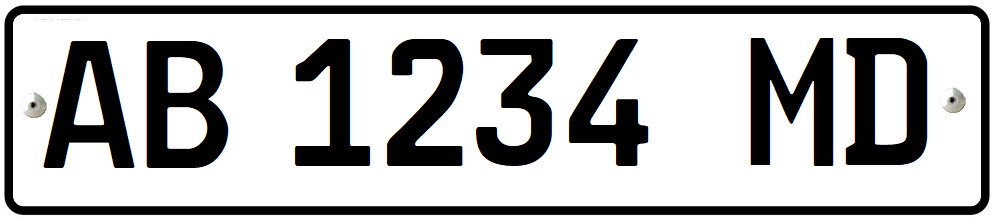
Ancienne plaque d'immatriculation légale au Mali (2021)

Les plaques actuelles sont aux normes européennes 520 mm × 110 mm pour le type A : en général pour les voitures et véhicules légers, et utilisent FE-Schrift. 
Depuis fin 2023, les règles générales d'immatriculation des véhicules sont définis par l'arrêté 5150 du 29 décembre 2023 du ministre des Transports et des Infrastructures.
Pour les véhicules des particuliers, elle se présente sous la forme « LL CCC LL », où L sont des lettres et C des chiffres.
- deux lettres indiquant la série de base
- un groupe de trois chiffres indiquant le numéro d'ordre dans la série de base
- deux lettres indiquant la série déroulante de mille
- du sigle de la région suivi du numéro de l’arrondissement pour le district de Bamako et du Cercle pour les autres régions
- Le drapeau national du Mali accompagné de la mention ML.

## Sigles des régions administratives
Les arrondissements de Bamako sont codés de A1 à A7, les cercles pour les autres régions de C01 à C20.
Les sigles de régions sont composés de 3 lettres :
- BKO : District de Bamako
- KAY : Région de Kayes
- KKR : Région de Koulikoro
- SKO : Région de Sikasso
- SEG : Région de Ségou
- MPT : Région de Mopti
- TBT : Région de Tombouctou
- GAO : Région de Gao
- KDL : Région de Kidal
- TDI : Région de Taoudéni
- MNK : Région de Ménaka
- NRO : Région de Nioro
- KTA : Région de Kita
- DLA : Région de Dioïla
- NRA : Région de Nara
- BGN : Région de Bougouni
- KLA : Région de Koutiala
- SAN : Région de San
- DTZ : Région de Douentza
- BGA : Région de Bandiagara

## Code international
Le code international d’immatriculation des véhicules au Mali est RMM